# Methylone
Methylone (còn được gọi là "N -methylcathinone 3,4-methylenedioxy-", "MDMC", "βk-MDMA" và thuật ngữ tiếng lóng "M1") là một empathogen và chất kích thích thuốc thần kinh. Nó là một thành viên của amphetamine thay thế, cathinone thay thế và các lớp methylenedioxyphenethylamine thay thế.
Methylone là chất tương tự cathinone thay thế của MDMA và chất tương tự 3,4-methylenedioxy của methcathinone. Sự khác biệt về cấu trúc duy nhất của methylone so với MDMA là sự thay thế 2 nguyên tử hydro bằng 1 nguyên tử oxy ở vị trí of của lõi phenethylamine, tạo thành một nhóm ketone.
Methylone lần đầu tiên được tổng hợp bởi các nhà hóa học Peyton Jacob III và Alexander Shulgin vào năm 1996 để sử dụng như một thuốc chống trầm cảm. Methylone đã được bán cho mục đích giải trí, lợi dụng sự vắng mặt của luật pháp cấm hợp chất này ở nhiều quốc gia .

## Tác dụng

### Tương đồng với MDMA

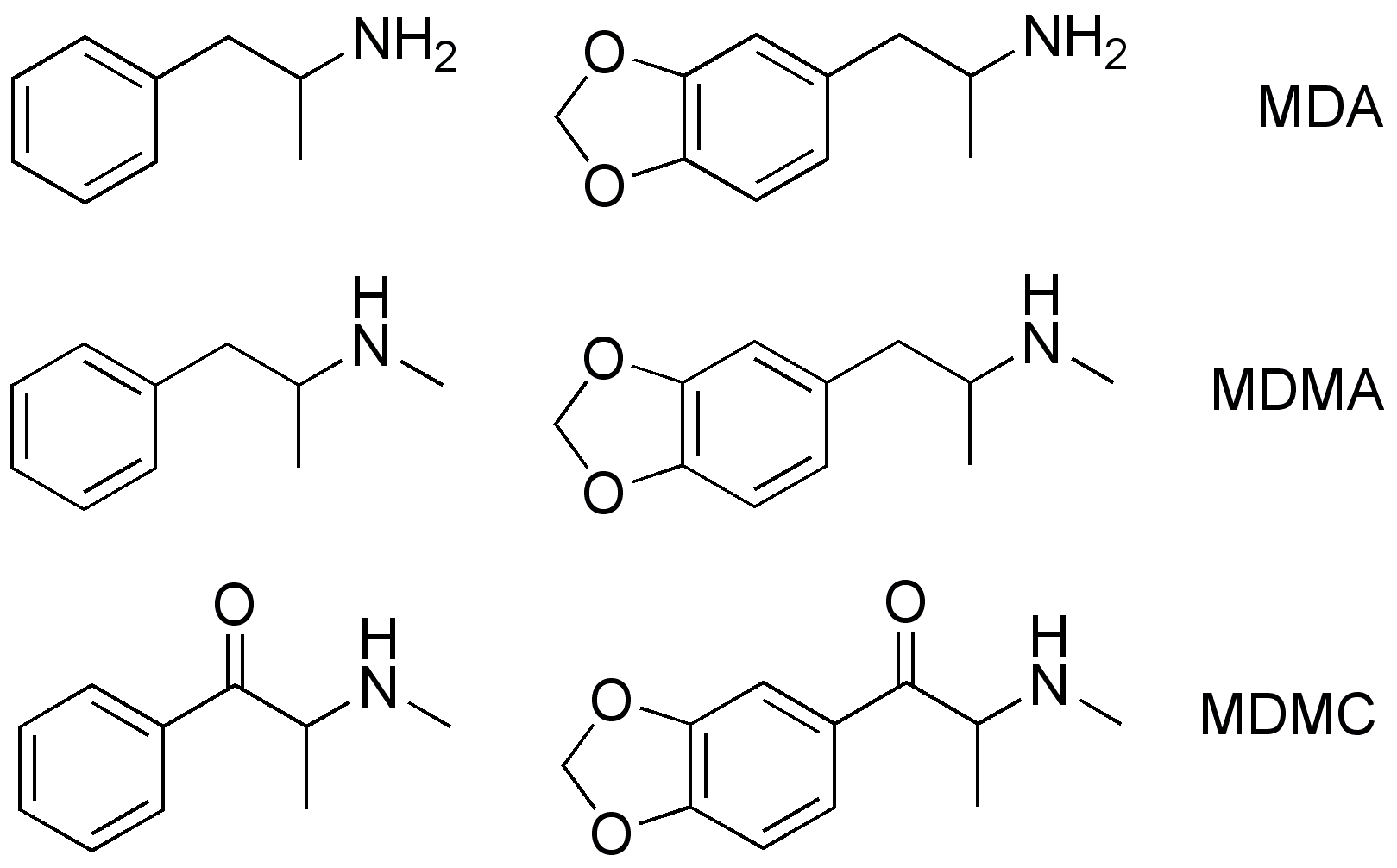
Sự tương đồng về cấu trúc giữa một số chất kích thích giống amphetamine và các dẫn xuất 3,4-methylenedioxy- của chúng.
Trái: amphetamine, methamphetamine và methcathinone.
Phải: MDA, MDMA và methylone

Methylone thay thế cho MDMA ở chuột được đào tạo để phân biệt MDMA với nước muối. Methylone không thay thế cho amphetamine hoặc DOM gây ảo giác ở động vật được huấn luyện để phân biệt giữa các loại thuốc này và nước muối. Hơn nữa, cũng giống với MDMA, methylone hoạt động trên các hệ thống monoaminergic. Trong ống nghiệm, methylone có một phần ba tiềm năng của MDMA trong việc ức chế tích lũy serotonin tiểu cầu và tương tự về tác dụng ức chế của nó đối với các chất vận chuyển dopamine và noradrenaline.
Mặc dù có những điểm tương đồng về hành vi và dược lý giữa methylone và MDMA, nhưng tác dụng chủ quan quan sát được của cả hai loại thuốc này không hoàn toàn giống nhau. Alexander Shulgin đã viết về cái trước:

## Dược lý

### Dược lực học
Methylone hoạt động như một chất ức chế tái hấp thu hỗn hợp/chất giải phóng serotonin, norepinephrine và dopamine. So với MDMA, nó có ái lực thấp hơn khoảng 3 lần đối với chất vận chuyển serotonin, trong khi ái lực của nó đối với các chất vận chuyển norepinephrine và dopamine là tương tự nhau. Đáng chú ý, ái lực của methylone đối với chất vận chuyển monoamin 2 (VMAT2) thấp hơn khoảng 13 lần so với MDMA. Kết quả của những khác biệt về dược lý so với MDMA là methylone ít mạnh hơn về liều lượng, có tác dụng catecholaminergic cân bằng hơn so với serotonergic và hoạt động giống như một chất ức chế tái hấp thu như methylphenidate hơn là một loại thuốc chống amphetamine; tuy nhiên, methylone có khả năng giải phóng tương đối mạnh mẽ, có lẽ do khả năng phosphoryl hóa các chất vận chuyển monoamin có hiệu lực tương tự như MDMA. 

### Dược động học
Hai lớn con đường trao đổi chất ở động vật có vú cho methylone là N-demethylation để methylenedioxycathinone (MDC), và demethylation tiếp theo O-methyl hóa của 3 hoặc 4 hydroxy nhóm để 4-hydroxy-3-methoxymethcathinone (HMMC) hoặc 3-hydroxy-4-methoxymethcathinone (3-OH-4-MeO-MC). Khi 5   mg / kg methylone được dùng cho chuột, người ta thấy rằng khoảng 26% được bài tiết dưới dạng HMMC trong vòng 48 giờ đầu (ít hơn 3% bài tiết dưới dạng không đổi).

## Phân phối thương mại

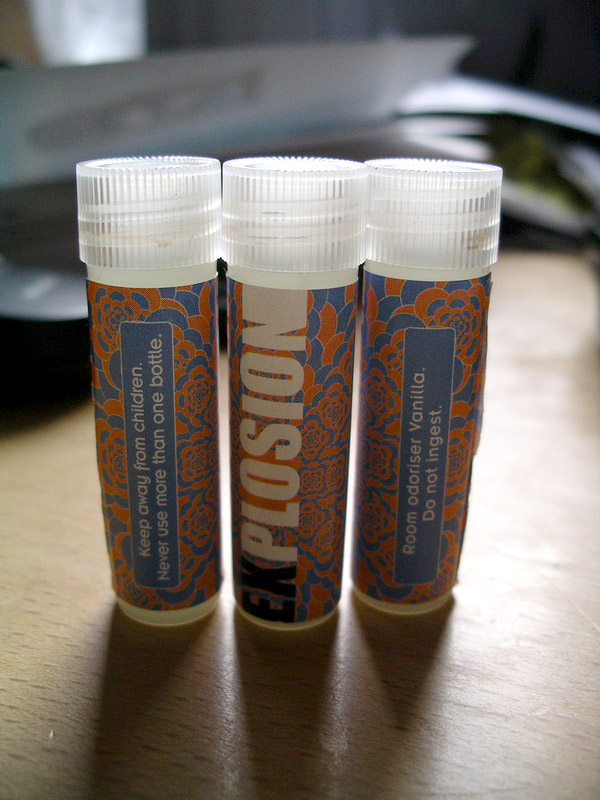
Chai Explosion

Phân tích "Explosion" đã xác nhận rằng thành phần hoạt chất là methylone.   Nhiều công thức khác được bán trên thị trường như hóa chất gia dụng, cũng như bột nguyên chất, đã được bán. 

## Từ nguyên
"Methylone" cũng là một nhãn hiệu thương hiệu cho một dạng tiêm methylprednisolone, một loại hormone corticosteroid được sử dụng để điều trị viêm khớp và phản ứng dị ứng nghiêm trọng; do đó, methylone có thể bị nhầm lẫn với nó. Ngoài bối cảnh, chúng có thể được phân biệt bởi thực tế là tên thường sẽ được viết hoa khi đề cập đến thuốc theo toa.
Một tên thay thế được đề xuất là βk-MDMA hoặc beta-keto-MDMA. Mặc dù danh pháp này chưa được biết đến vì tên "methylone" đã được sử dụng rộng rãi trước khi nhãn hiệu Methylone xung đột được chú ý, các tên tương tự cho các hóa chất liên quan k-MDEA và βk-MBDB đã trở thành tên được đặt cho các chất đó.